# Wildan Nujailawi
Wildan Nujailawi (10 de agosto de 1986) es un deportista iraquí que compite en atletismo adaptado. Ganó cuatro medallas en los Juegos Paralímpicos de Verano entre los años 2012 y 2024.

## Palmarés internacional
| Juegos Paralímpicos | Juegos Paralímpicos     | Juegos Paralímpicos | Juegos Paralímpicos |
| Año                 | Lugar                   | Medalla             | Prueba              |
| ------------------- | ----------------------- | ------------------- | ------------------- |
| 2012                | Londres (Reino Unido)   | Medalla de bronce   | Jabalina F40        |
| 2016                | Río de Janeiro (Brasil) | Medalla de plata    | Jabalina F41        |
| 2020                | Tokio (Japón)           | Medalla de bronce   | Jabalina F41        |
| 2024                | París (Francia)         | Medalla de bronce   | Jabalina F41        |